# Estereotipo de la sandía

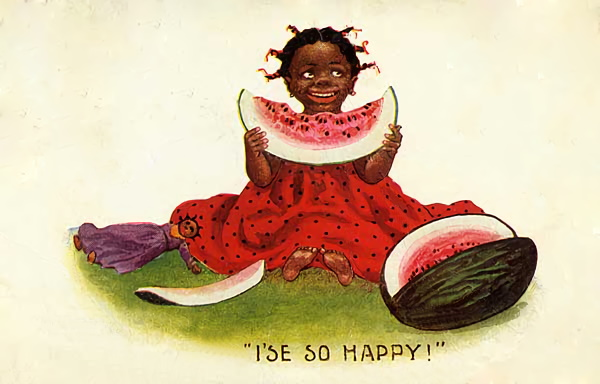
Una postal de 1909 con el texto "I'se so happy!" ("¡'Toy tan feliz!").

El estereotipo de la sandía es un estereotipo sobre los afroestadounidenses, según el cual estos tienen un apetito inusualmente grande por comer sandías. Este hecho prevalece en la cultura estadounidense incluso en el siglo XXI.

## Historia
El estereotipo de los afroestadounidenses que aman en exceso la sandía emergió por una razón histórica específica y sirvió para un propósito político específico. [...] Entonces este tema racista explotó en la cultura popular estadounidense, volviéndose tan generalizado que su origen histórico se oscureció. [...] Los blancos empleaban el estereotipo para denigrar a los negros - tomando algo que ellos estaban empleando para continuar su propia libertad, y convertirlo en un objeto de burla.
William Black, The Atlantic, 8 de diciembre de 2014.

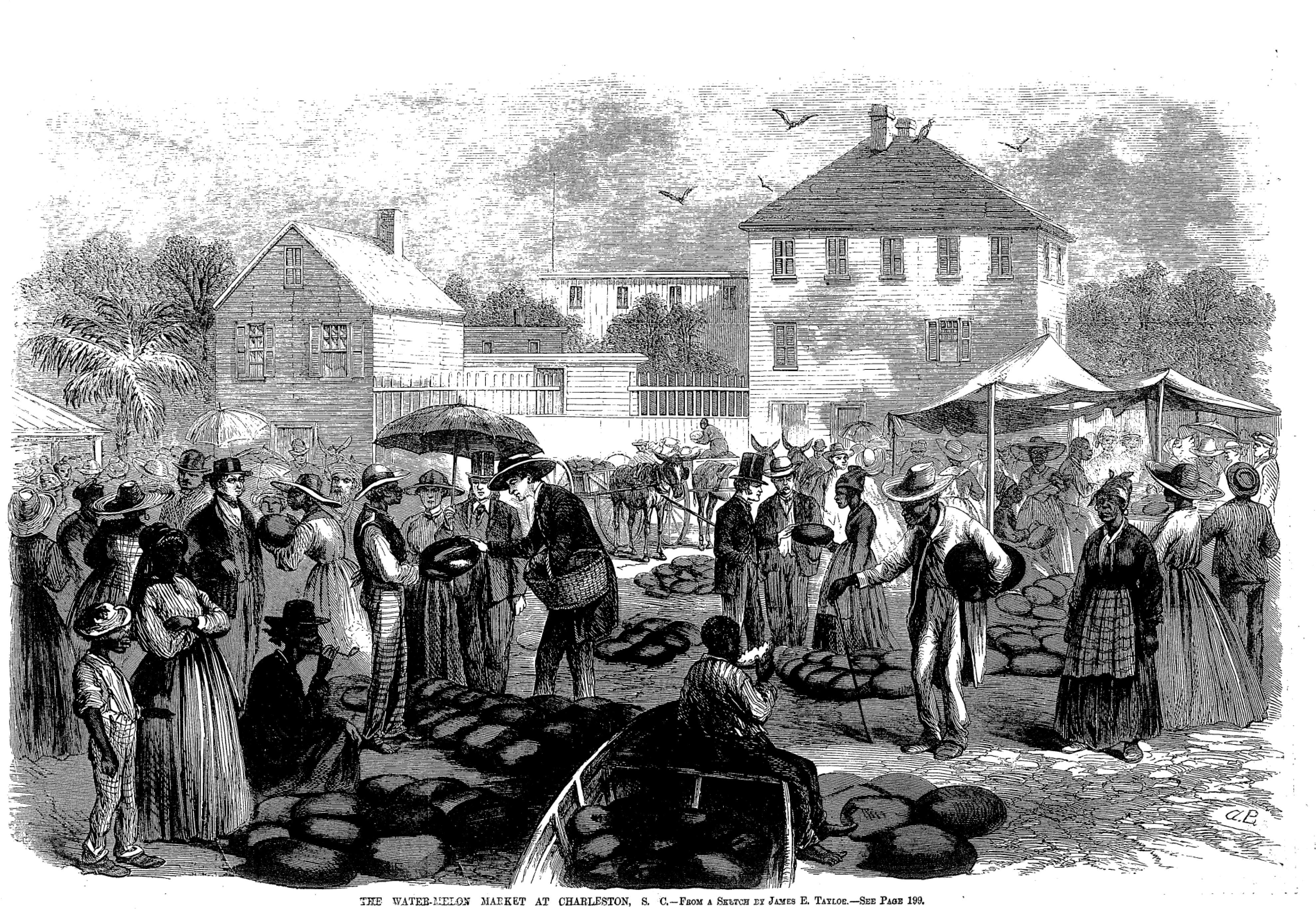
Se cree que esta ilustración de 1869, es la primera caricatura de negros festejando junto a sandías que se publicó.

Cuando los esclavos estadounidenses obtuvieron su emancipación durante la Guerra de Secesión en la década de 1860, los negros libertos cultivaban, comían y vendían sandías, por lo cual el fruto pasó a ser un símbolo de su libertad. Los blancos del sur, amenazados por la recién obtenida libertad de los negros, respondieron transformando al fruto en un símbolo de lo que ellos consideraban la falta de aseo, pereza, ingenuidad y presencia no deseada en público de los negros. Se cree que la primera caricatura de negros festejando junto a sandías fue publicada en 1869 en el Frank Leslie's Illustrated Newspaper.  Los defensores de la esclavitud usaban el fruto para describir a los afroestadounidenses como personas simples que eran felices cuando se les ofrecía una sandía y un poco de descanso. El disfrute de la sandía por parte de los esclavos también era visto por los blancos sureños como una señal de su supuesta benevolencia.
Las sandías han sido vistas como un importante símbolo en la iconografía del racismo en los Estados Unidos.
El estereotipo fue perpetuado en los espectáculos minstrel, que frecuentemente describían a los afroestadounidenses como ignorantes y perezosos, dados al canto y al baile, y ávidos por comer sandía.
Por varias décadas, desde fines del siglo XIX hasta mediados del siglo XX, el estereotipo fue promovido a través de caricaturas impresas, películas, esculturas y música, siendo un usual tema decorativo en artículos para el hogar. Incluso durante la campaña presidencial de Barack Obama de 2008 y sus gobiernos, fueron empleadas imágenes de sandías por parte de sus detractores.
Se ha puesto en tela de juicio la veracidad del estereotipo; una encuesta realizada entre 1994 y 1996 mostró que los afroestadounidenses, representando en aquel entonces el 12,5% de la población del país, solamente representaban el 11,1% del consumo total de sandías en Estados Unidos.

## Cultura popular

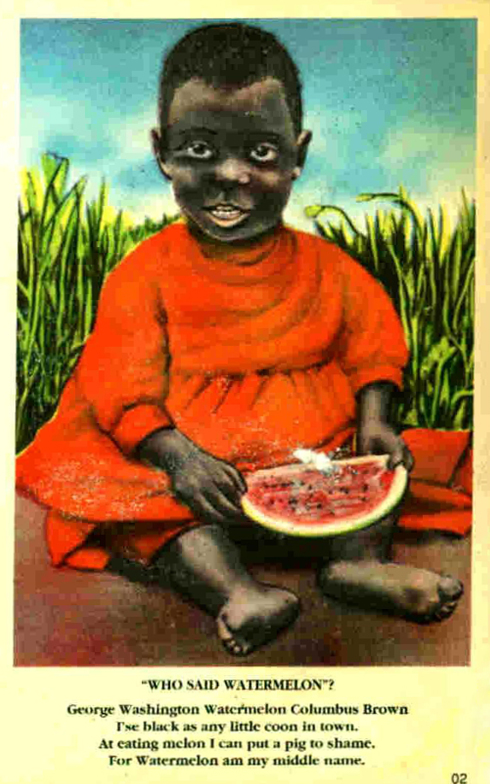
Caricatura de pickaninny de inicios del. Esta postal muestra el retrato de un niño negro comiendo sandía, con un poema estereotípico escrito en la parte inferior.

La relación entre los afroestadounidenses y las sandías pudo haber sido promovida en parte por minstrels afroestadounidenses que cantaban canciones populares tales como "The Watermelon Song"  (La canción de la sandía), y "Oh, Dat Watermelon" (Oh, esa sandía) en sus espectáculos, cuyas letras fueron impresas en la década de 1870. La Exposición Mundial Colombina de 1893 realizada en Chicago, tenía planeado incluir un "Colored People's Day" (Día de la gente de color) con presentaciones de artistas afroestadounidenses y sandías gratis para los visitantes afroestadounidenses, con las cuales los organizadores de la exposición esperaban atraerlos. Resultó ser un fracaso, ya que la comunidad afroestadounidense boicoteó la exposición, junto a muchos de los artistas que se presentarían en el Día de la gente de color.

### Watermelon pictures
A fines del siglo XIX existió un subgénero cinematográfico llamado "watermelon pictures" (películas de la sandía), que consistía en caricaturas cinematográficas sobre la vida de los afroestadounidenses, que mostraban supuestos hábitos típicos como comer sandías, bailar el cakewalk y robar pollos, con títulos tales como The Watermelon Contest (El concurso de la sandía, 1896), Dancing Darkies (Negritos bailarines, 1896), Watermelon Feast (Festín de sandía, 1896), y Who Said Watermelon? (¿Quién dijo sandía?; 1900, 1902). Los personajes afroestadounidenses eran inicialmente interpretados por actores negros, pero desde alrededor de 1903 en adelante, fueron reemplazados por actores blancos que usaban blackface.
Muchas de estas películas representaban a los afroestadounidenses con un virtualmente incontrolable apetito por las sandías; por ejemplo, en The Watermelon Contest y Watermelon Feast se incluyen escenas de negros consumiendo frutas a tal velocidad que escupían pulpa y semillas. Novotny Lawrence sugirió que esas escenas tenían el subtexto de retratar a la sexualidad masculina del negro, en la cual los hombres negros "aman y desean la fruta de la misma manera en la que aman el sexo... En resumen, los hombres negros tienen un 'apetito' por la sandía y siempre tratan de ver 'quién puede comer más' con la fuerza de este 'apetito' representado por hombres negros frenéticamente devorando sandías".
Las tarjetas postales de inicios del siglo XX representaban con frecuencia a los afroestadounidenses como criaturas animalísticas, "contentas por no hacer nada más que comerse una sandía" - un intento por deshumanizarlos. Otras "Coon cards", como eran popularmente conocidas, mostraban a los afroestadounidenses robando, peleándose, y transformándose en sandías. Un poema de inicios del siglo XX (arriba, a la derecha) decía:

"George Washington Watermelon Columbus Brown
I'se black as any little coon in town
At eating melon I can put a pig to shame
For Watermelon am my middle name"

En marzo de 1916, Harry C. Browne grabó una canción titulada "Nigger Love a Watermelon Ha!, Ha!, Ha!" (El negro ama a la sandía, ¡Ja!, ¡Ja!, ¡Ja!). Ese tipo de canciones eran populares durante aquel periodo y muchas hicieron uso del estereotipo de la sandía. El guion de la película Gone with the Wind (1939, Lo que el viento se llevó) contenía una escena en la cual la esclava de Scarlett O'Hara, Prissy, interpretada por Butterfly McQueen, comía sandía, pero la actriz se rehusó a actuar dicha escena. El uso de este estereotipo murió alrededor de 1970, a pesar de que su prevalencia como estereotipo se puede reconocer en ciertas películas, tales como Watermelon Man (Hombre Sandía, 1970), The Watermelon Woman (La mujer sandía, 1996) y Bamboozled (2001). El estereotipo sirvió para varios chistes raciales a inicios del siglo XXI.
Frecuentemente aquellos que protestan en contra de los afroestadounidenses, entre otras cosas, sostienen en alto sandías; durante la campaña presidencial de Barack Obama, sus oponentes políticos distribuyeron imágenes racistas de Obama consumiendo sandía a través de correos electrónicos y las imágenes se volvieron virales. Después de su elección, se siguieron creando y distribuyendo imágenes de Barack Obama con sandías.
En febrero de 2009, Dean Grose, el alcalde de Los Alamitos, California, presentó su renuncia (aunque fue temporal) después de enviar a la Casa Blanca un correo electrónico que fue considerado racista. El mensaje mostraba una imagen del jardín de la Casa Blanca sembrado con sandías. Grose afirmó que no estaba consciente del estereotipo de la sandía. En Kentucky, una estatua de Obama sosteniendo una sandía fue muy criticada; el dueño de la estatua sostuvo que la sandía estaba ahí porque "[la estatua] puede tener hambre estando ahí parada."
El 1 de octubre de 2014, el Boston Herald publicó una caricatura editorial que mostraba a un intruso preguntando si Obama ha probado pasta de dientes con sabor a sandía, la cual creó mucha controversia.
En la ceremonia de los National Book Awards de noviembre de 2014, el escritor Daniel Handler hizo un comentario controversial después que Jacqueline Woodson recibiese un premio a la literatura juvenil. Woodson, que es negra, ganó el premio por su libro Brown Girl Dreaming. Durante la ceremonia, Handler dijo que Woodson es alérgica a la sandía, una referencia al estereotipo racista. Sus comentarios fueron criticados de inmediato; Handler se disculpó a través de Twitter y donó $10.000 a We Need Diverse Books, prometiendo hacer donaciones de hasta $100.000. En una op-ed del New York Times publicada poco después, "The Pain of the Watermelon Joke", Jacqueline Woodson explicó que "haciendo luz de esta profunda y problemática historia" con su broma, Daniel Handler llegó desde un lugar de ignorancia, pero resaltó la necesidad de su misión para "dar a las personas un sentido de la brillante y brutal historia de este país, para que nadie piense que puede caminar en un escenario una tarde y reirse del frecuentemente demasiado doloroso pasado de otros".
El 7 de enero de 2016, el caricaturista australiano Chris Roy Taylor publicó una caricatura del jugador de críquet jamaiquino Chris Gayle con una sandía entera en su boca. Gayle también ha sido noticia por hacer controversiales comentarios sugestivos a una reportera durante una transmisión en vivo. En una noticia sin relación alguna, la imagen de un niño comiéndose una sandía entera - con cáscara y todo - en la tribuna de un terreno de críquet durante un partido se viralizó. La caricatura mostraba a un miembro de Cricket Australia preguntándole al niño si le podía "prestar" la sandía por un momento, de modo que Gayle no pudiera ser capaz de responder. Taylor dijo que no era consciente de la existencia de tal estereotipo, y la caricatura fue retirada.
El 22 de octubre de 2017, el programa matutino Fox & Friends del canal Fox News vistió a un niño latinoamericano, que muchos reporteros lo confundieron con un afroestadounidense, con un disfraz de sandía, provocando reacciones airadas en las redes sociales: "¿Racismo evidente, racismo ridículo o racismo asolapado? Escoge, aún sigue siendo racismo."

## Galería

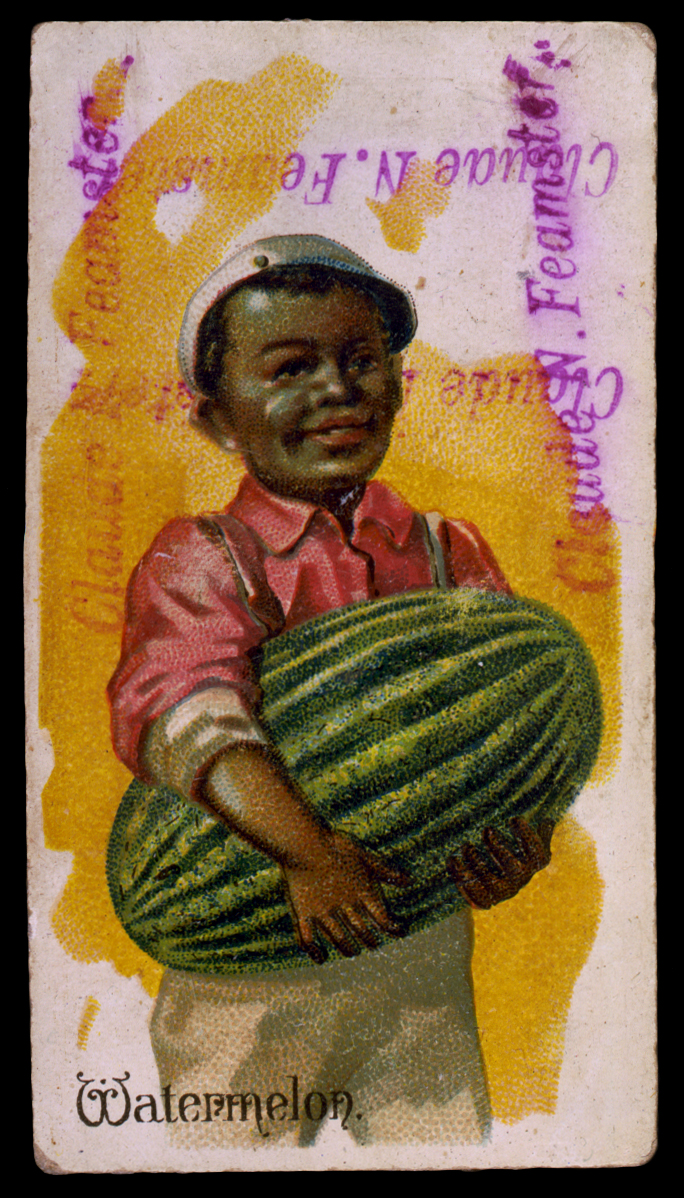
Litografía de un niño negro sosteniendo una sandía, aproximadamente de 1850 - 1900.
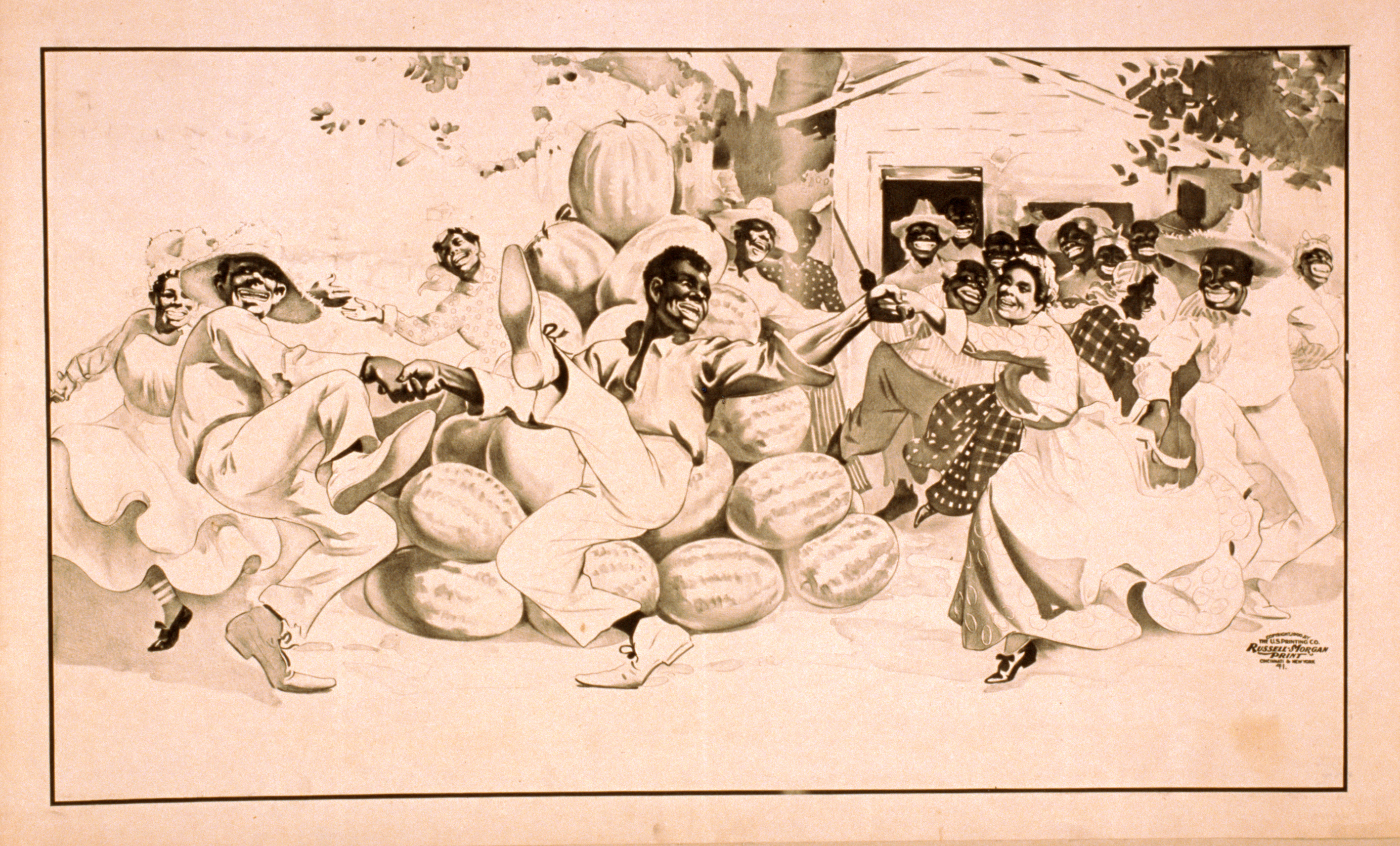
Litografía de negros bailando alrededor de una pila de sandías, aproximadamente de 1900.
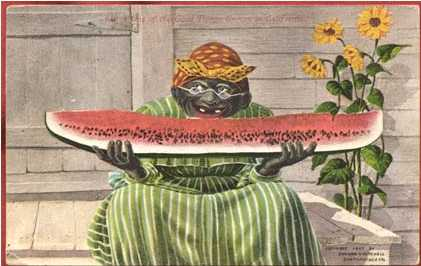
Postal ("Coon card") del comienzo del siglo XX.
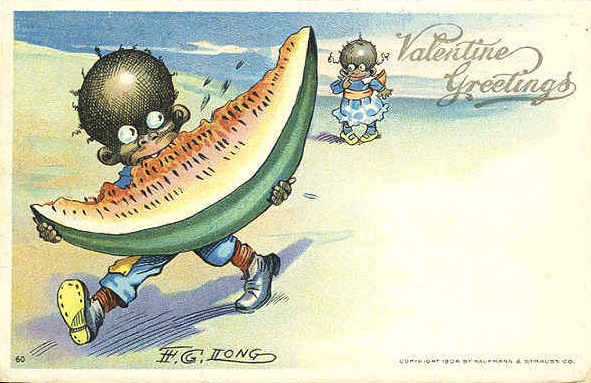
"Coon card" de 1904.
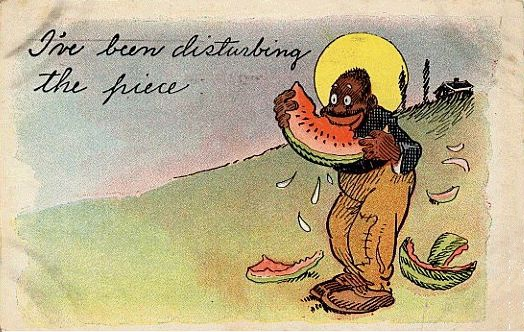
"Coon card" de 1910.
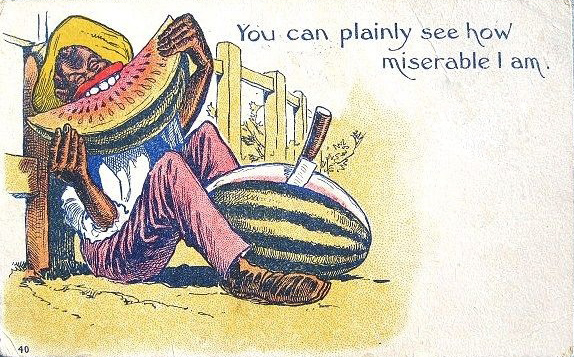
"Coon card" de 1911, con el título "Puedes ver claramente qué tan miserable soy".
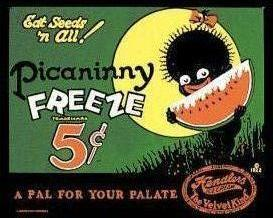
Reproducción de un viejo letrero de hojalata que publicita Picaninny Freeze, una golosina congelada.
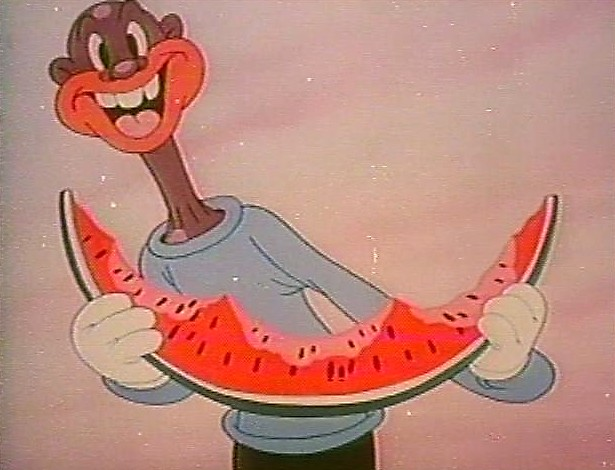
Un personaje del dibujo animado de 1941 Scrub Me Mama with a Boogie Beat, disfrutando una tajada de sandía.
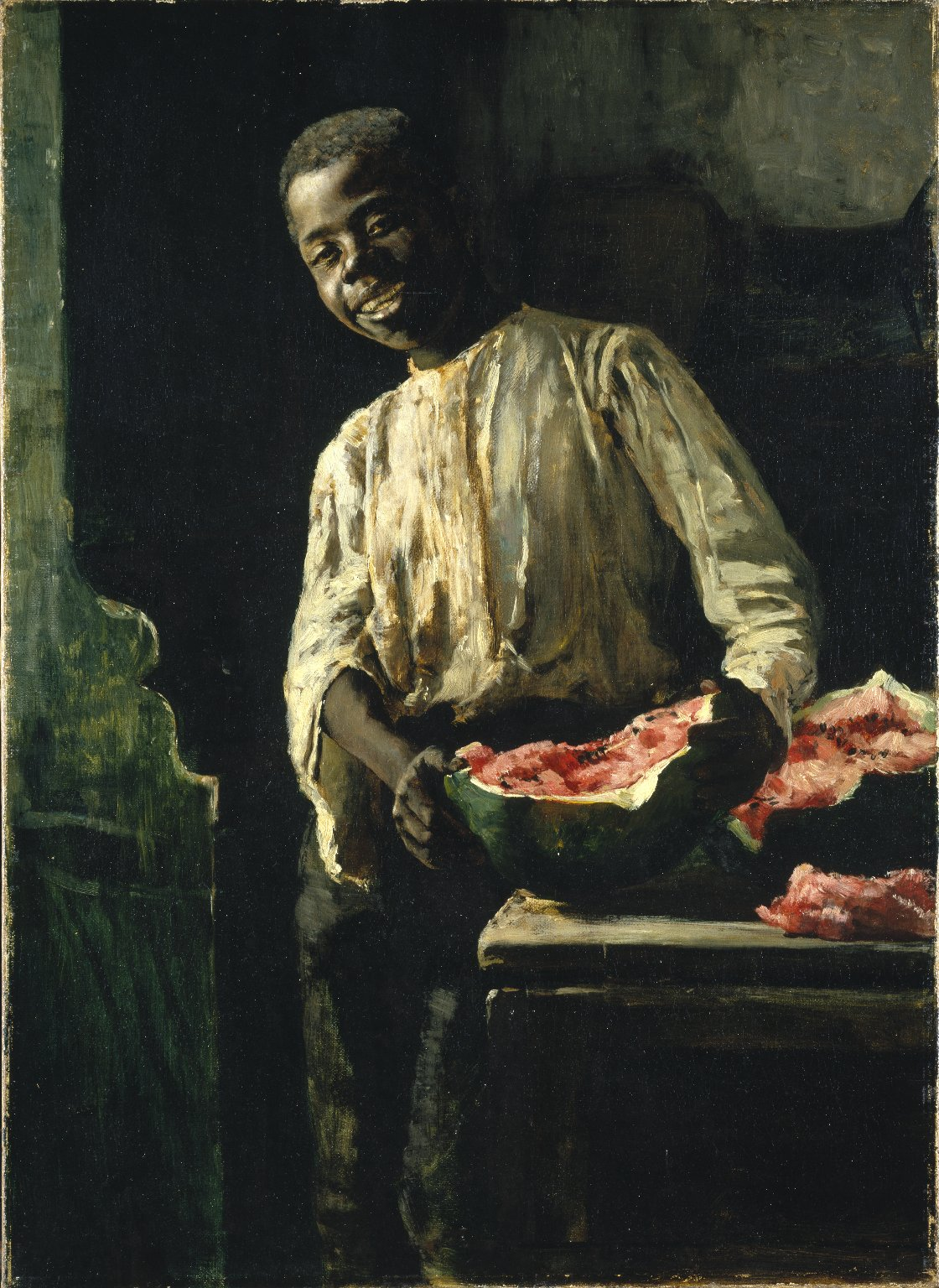
I Know'd It Was Ripe, aprox. 1888 por Thomas Hovenden Museo de Brooklyn.
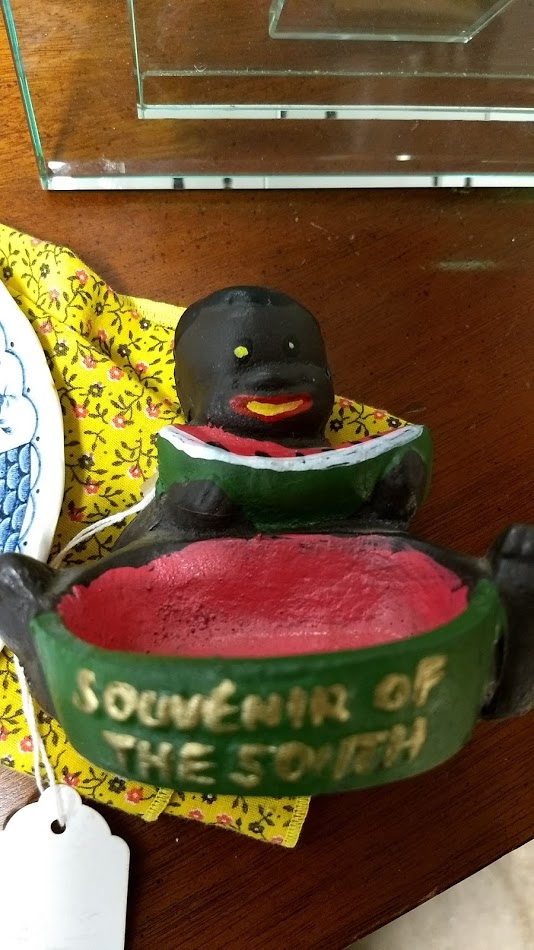
Cenicero de hierro fundido, hacia 1950.
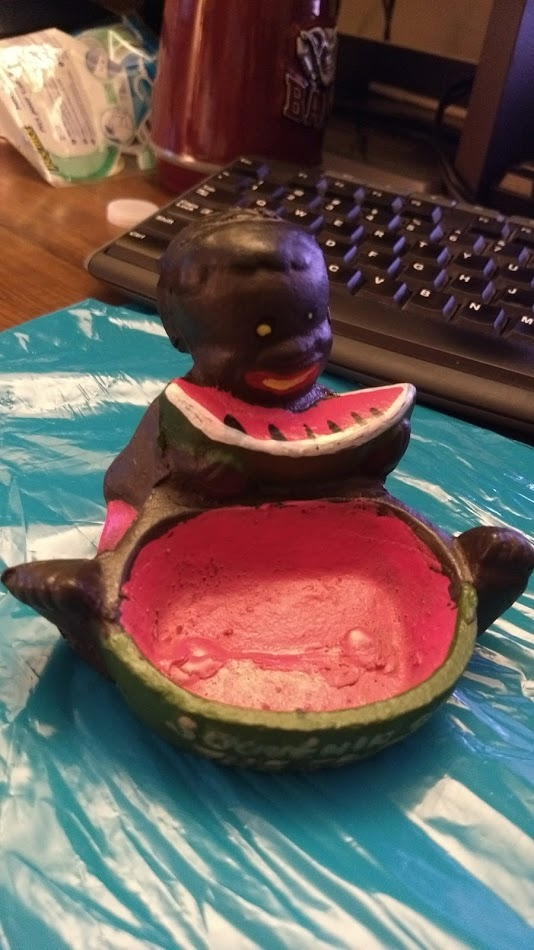
Detalle del mismo.